# Ginger Mick
Ginger Mick è un cortometraggio muto del 1920 diretto da Raymond Longford. È il seguito di The Sentimental Bloke.

## Produzione
Il film fu prodotto dalla Southern Cross Feature Film Company.

## Distribuzione
Il film uscì nelle sale cinematografiche australiane il 2 febbraio 1920.